# 古滕阿克
古滕阿克是德国莱茵兰-普法尔茨州的一个市镇。总面积3.83平方公里，总人口372人，其中男性186人，女性186人（2011年12月31日），人口密度97人/平方公里。